# Die el. Eleffant!?
Die el. Eleffant!? byla rocková skupina, kterou založili kytarista Miroslav Chyška a bubeník Štěpán Smetáček. Tito hudebníci patřili k vycházejícím hvězdám českého rocku, oba mj. v téže době nastupovali do nastudování muzikálu Jesus Christ Superstar v divadle Spirála. Ke spolupráci přizvali hráče na baskytaru Milana Brouma (Olympic) a zpěváka Dana Bártu (v té době Alice). Tímto složením patří skupina k mála českým rockovým sestavám, které si zaslouží označení superskupina. Tato sestava produkovala tvrdší hudbu s vypjatými vokály inklinující k hard rocku a heavy metalu s občasnými výlety do jiných žánrů.

## Historie
Skupina existovala velmi krátce, těžiště její aktivity spadá do roku 1994, kdy natočila album Elephantology. K jejímu rozpadu přispělo jednak velké množství jiných aktivit členů skupiny a také rozhodnutí vydavatele, firmy Popron, skupinu nepodporovat.
S výjimkou Brouma (který se věnuje především Olympicu) se zbylí hráči Die el. Eleffant!? později opakovaně setkávali v dalších projektech: např. Bárta a Smetáček se podíleli na Chyškově pop-rockovém soundtracku k filmu Snowboarďáci a následném turné, Chyška a příležitostně Bárta účinkují ve Smetáčkově projektu New Orchestra Of Dreams.

## Diskografie
- LP Elephantology (Popron 1994)